# Madurais (peuple)
Pour les articles homonymes, voir Madurais.

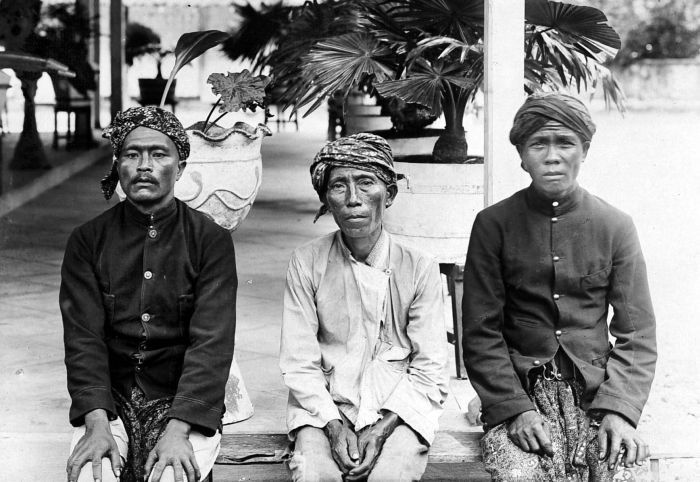
Photo de Madurais

Les Madurais sont un groupe ethnique originaire de l'île indonésienne de Madura, en face de la ville de Surabaya, capitale de la province de Java oriental. Ils forment également une part importante de la population de la côte nord de cette province. Enfin, on trouve des communautés maduraises dans de nombreuses autres parties de l'Indonésie, notamment à Kalimantan, la partie indonésienne de l'île de Bornéo.
En fait, la majorité des Madurais ne vit pas à Madura même. Au cours des siècles, ils ont émigré, en raison des faibles ressources agricoles de l'île, plate et aride. Les Madurais forment également une part importante des populations qui ont accepté le programme de transmigrasi, initié au début du XXe siècle par le gouvernement colonial des Indes orientales néerlandaises, et poursuivi par le gouvernement indonésien après l'indépendance. Ce programme consiste à transplanter des gens des régions surpeuplées de Java, Madura et Bali vers les îles moins peuplées que sont Sumatra, Kalimantan et Célèbes.
Les "transmigrants" madurais ont défrayé la chronique lors d'événements sanglants en 1999 et en 2001, notamment dans la province de Kalimantan occidental où ils ont exterminé des villages dayak païens quand eux-mêmes sont Musulmans.
Pour d'autres raisons ils ont eu aussi des conflits avec des populations malaises et parfois chinoises.